# Karl Wolff
Karl Friedrich Otto Wolff (Himmler ho přezdíval „Wölffchen“), (13. května 1900 Darmstadt – 17. července 1984 Rosenheim) vysoce postavený nacista, SS-Obergruppenführer a generál Waffen-SS. Šéf osobního štábu Reichsführera-SS, pobočník Heinricha Himmlera, spojovací důstojník SS v Hitlerově hlavním stanu a nejvyšší velitel SS a policie v Itálii.

## Život

### Mládí a I. světová válka
Karl Wolff se narodil v německém Darmstadtu. Jeho otec byl soudce okresního soudu Dr. Carl Wolff a svému synu přezdíval "Karele" (Tato přezdívka Wolffovi zůstala až do smrti v roce 1984). V Darmstadtu Wolff vystudoval gymnázium a hned po maturitě (v roce 1917) se dal do armády. Byl odvelen na západní frontu, kde byl vyznamenán Železným křížem 1. a 2. třídy.

### Kariéra před SS
Po válce vstoupil Wolff do dvouletého učení ve Frankfurtu nad Mohanem, do Banky bratří von Bethmannů. V roce 1923 si vzal Friedu von Römheld a spolu s ní se odstěhoval do Mnichova, kde začal pracovat u Německé banky. Po roce 1924 si našel práci u mnichovské firmy Annoncen-Expedition Walther von Danckelmann, ale v roce 1925 si zakládá vlastní firmu Annoncen-Expedition Karl Wolff - von Römheld.“.

### Kariéra v SS
Po hospodářské krizi, v roce 1931, se začal Wolff zajímat o radikální strany, které nabízely politickou a hospodářskou pomoc. 7. října 1931 vstupuje do NSDAP a do SS. V roce 1932 byl povýšen na SS-Sturmführera a v roce 1933 se stal osobním pobočníkem Heinricha Himmlera a členem Reichstagu. V roce 1943 odešel jako nejvyšší vůdce SS a policie do Itálie, kde jako zplnomocněný generál Wehrmachtu kontroloval od 26. července 1944 Mussoliniho vládu v Saló. Ke konci války si porážku Německa uvědomil i Wolff a tak navázal kontakty s americkou tajnou službou ve Švýcarsku. 29. dubna 1945 dosáhl předčasného příměří v severní Itálii.

### Poválečná léta
Při Norimberském procesu s válečnými zločinci vystupoval Wolff jako svědek obžaloby. Sám byl v roce 1949 odsouzen ke čtyřem letům vězení. Po svém propuštění (v roce 1953) byl znovu souzen (v roce 1964) za napomáhání k vraždě 300 000 Židů. Byl odsouzen k 15 letům vězení, ale již roku 1969 byl propuštěn ze zdravotních důvodů. Karl Wolff zemřel roku 1984 v německém Rosenheimu.

## Vyznamenání
- Železný kříž, I. třída
- Železný kříž, II. třída
- Zlatý stranický odznak (30. 01. 1939)
- Služební vyznamenání NSDAP, III. stupeň – za 10 let (30. 01. 1941)
- Služební vyznamenání SS, II. stupeň – za 12 let
- Válečný záslužný kříž, II. třída s meči
- Válečný záslužný kříž, I. třída s meči
- Železný kříž, spona 1939 k Železnému kříži 1914, II. třídy
- Železný kříž, spona 1939 k Železnému kříži 1914, I. třídy
- Německý kříž , ve zlatě (09. 12. 1944)
- Čestná šavle Reichsführera SS
- SS-Ehrenring
- Kříž cti , s mečemi
- Vyznamenání za péči o německý lid, I. třída (28. 05. 1940)
- Německá olympijská čestná medaile, I. třídy (29. 10. 1936)
- Medaile za Anschluss
- Sudetská pamětní medaile, se sponou s motivem pražského hradu
- Medaile na památku návratu Memelu
- Sportovní odznak SA, bronzový
- Čestný prýmek starého bojovníka
- |  | Řád sv. Mauricia a sv. Lazara, III. třída – komtur a II. třída – velkodůstojník (29. 09. 1937)
- |  | Řád italské koruny, I. třída – velkokříž, II. třída - velkodůstojník
- Řád svatého Sávy, I. třída - velkokříž

Údaje použity z: německá Wikipedie-Karl Wolff (SS-Mitglied)/Auszeichnungen a ruské Wikipedie-Вольф, Карл Фридрих Отто/Награды